# Anneliese Römer

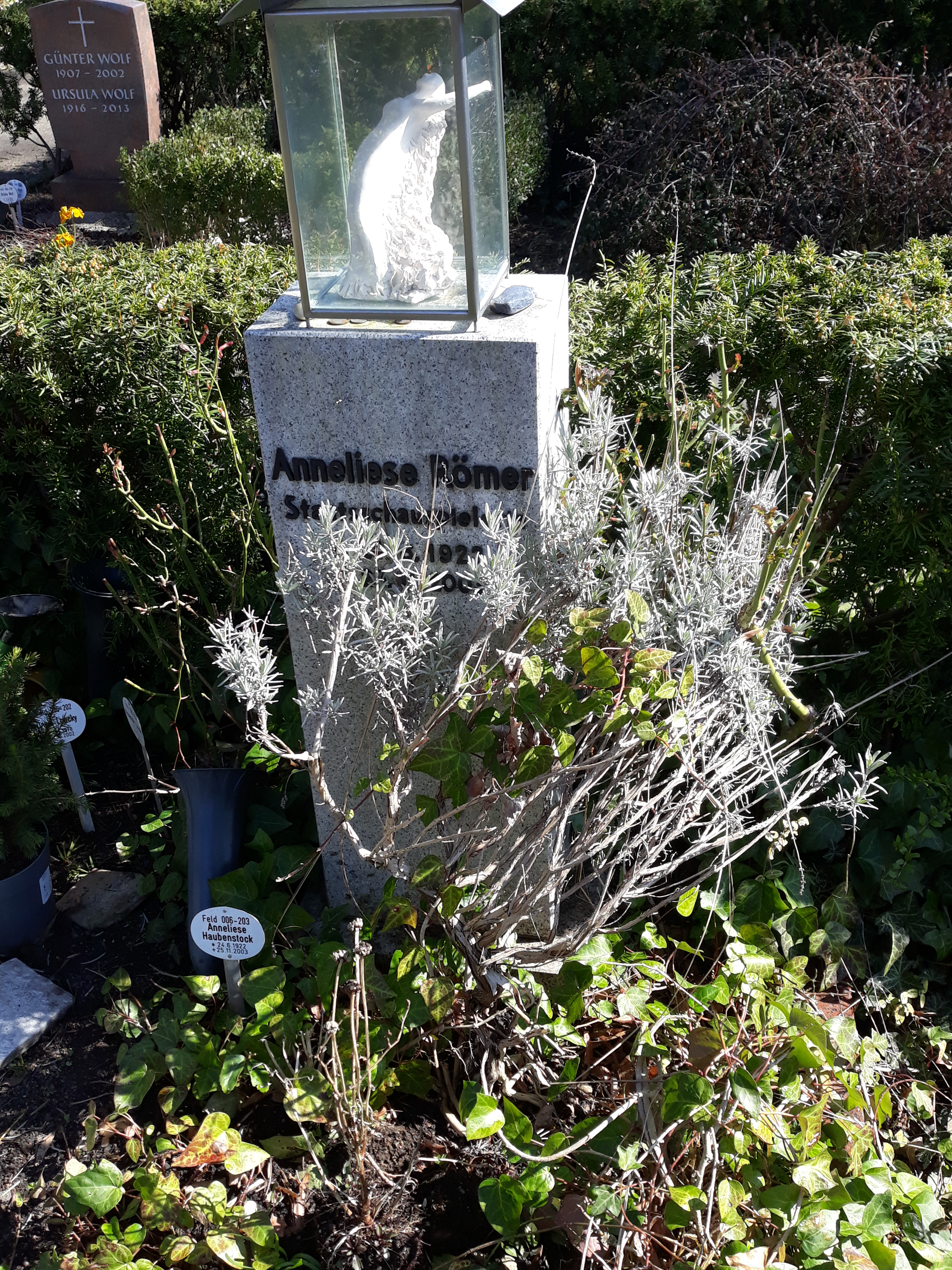
Das Grab von Anneliese Römer auf dem Friedhof Dahlem in Berlin

Anneliese Römer (* 24. Juni 1922 in Leipzig; † 25. November 2003 in Berlin), ab ihrer Eheschließung Anneliese Haubenstock, war eine deutsche Schauspielerin.

## Leben
Sie erhielt ihre Ausbildung an der Westfälischen Schauspielschule Bochum bei Saladin Schmitt. 1939 gab sie ihr Debüt als Hermia in Ein Sommernachtstraum am Schauspielhaus Bochum. Von 1942 bis 1944 wirkte sie an den Städtischen Bühnen Münster und von 1945 bis 1947 am Neuen Theater Stuttgart.
Am Schauspielhaus Zürich, wo sie von 1947 bis 1951 auf der Bühne stand, verkörperte sie Jessica in Sartres Die schmutzigen Hände, Ines in dessen Bei geschlossenen Türen, Polly Peachum in Brechts Dreigroschenoper und Elvira in Molières Don Juan. Von 1953 bis 1956 stand sie am Deutschen Schauspielhaus in Hamburg auf der Bühne, von 1956 bis 1967 gehörte sie den Staatlichen Schauspielbühnen Berlin an. Zu ihren Rollen gehörten dort unter anderem Ranewskaja in Der Kirschgarten (1961) und Olivia in Was ihr wollt (1962).
1968 arbeitete sie an der Volksbühne und von 1974 bis 1977 am Staatstheater Stuttgart. Dort war sie als Marthe Schwerdtlein in Faust sowie als Frau von Stein in Peter Hacks’ Ein-Personen-Stück Ein Gespräch im Hause Stein über den abwesenden Herrn von Goethe zu sehen. 1977 wechselte sie an die Städtischen Bühnen Frankfurt, 1979 kehrte sie nach Bochum zurück, wo sie bis 1986 blieb. Im Schauspielhaus verkörperte sie Daja in Nathan der Weise, Paulina in Ein Wintermärchen, Toinette in Der eingebildete Kranke sowie 1984 Winnie in Becketts Glückliche Tage.
1986 gelangte sie ans Wiener Burgtheater, wo sie 1988 als Frau Zittel in der Uraufführung von Bernhards Heldenplatz mitwirkte. 1992 kehrte sie an die Staatlichen Schauspielbühnen Berlin zurück. Dort war sie Claire Zachanassian in Der Besuch der alten Dame und 1995 im Schlossparktheater Königin Margaret in Richard III..
Im Kino oder Fernsehen war die Staatsschauspielerin Römer wenig zu sehen. 1948 stand sie unter der Regie von Heinz Hilpert in Der Herr vom andern Stern zusammen mit Heinz Rühmann vor der Kamera. 1987 spielte sie in der sechsteiligen Mysteryserie Die Insel neben Christian Kohlund die durchgehende Rolle der Dr. Freese.
Gelegentlich arbeitete sie auch als Synchronsprecherin, so lieh sie z. B. der Schauspielerin Kate Reid als Dr. Ruth Leavitt ihre Stimme in dem Science-Fiction-Drama Andromeda – Tödlicher Staub aus dem All.
Anneliese Römer war von 1953 bis zur Scheidung 1966 mit dem Schauspieler und Regisseur Harry Meyen (Pseudonym von Harald Haubenstock) verheiratet. Ihre Grabstätte befindet sich in Berlin auf dem Friedhof Dahlem.

## Filmografie
| - 1944: Das Hochzeitshotel - 1948: Der Herr vom andern Stern - 1954: Im sechsten Stock - 1955: Undine - 1956: Ein Mädchen aus Flandern - 1956: Thérèse Raquin - 1960: Die Nacht in Zaandam - 1964: Der Prozeß Carl von O. - 1966: Rasputin - 1967: Ist er gut? Ist er böse? | - 1968: Ein Mann namens Harry Brent (Durbridge-Mehrteiler) - 1968: Polizeifunk ruft – Die Sozialhelferin - 1973: Im Schillingshof (Fernsehfilm) - 1980: Ich möchte fliehen - 1981: Ja und Nein - 1983: Über allen Gipfeln ist Ruh' - 1987: Die Insel (Fernsehserie, 6 Folgen) - 1988: Jäger der Engel - 1989: Heldenplatz - 1991: Haus am See - 1996: Deutschlandlied |

## Hörspiele
- 1957: Eric Ambler: Schirmers Erbschaft –- Regie: Cläre Schimmel (Hörspiel – RIAS Berlin)
- 1960: Friedrich Dürrenmatt: Der Doppelgänger – Regie: Gustav Burmester (Kriminalhörspiel – NDR/BR)
- 1995: Waldtraut Lewin: Das Geheimnis des persischen Sklaven – Regie: Christoph Dietrich (Kriminalhörspiel  – SFB/ORB)